# Quoyness
Koordinaten: 59° 13′ 32″ N, 2° 34′ 5″ W

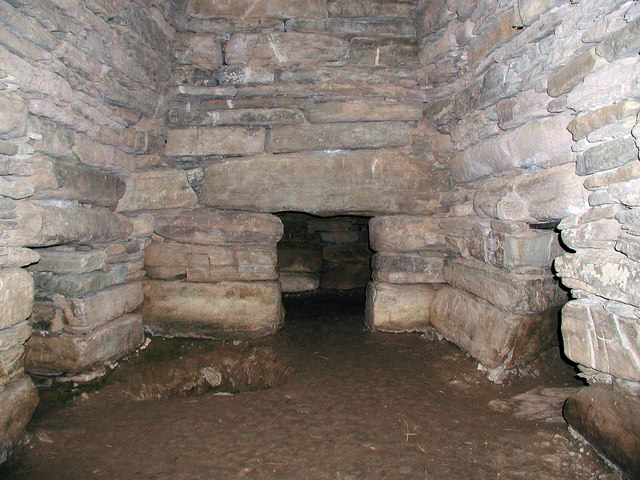
Quoyness

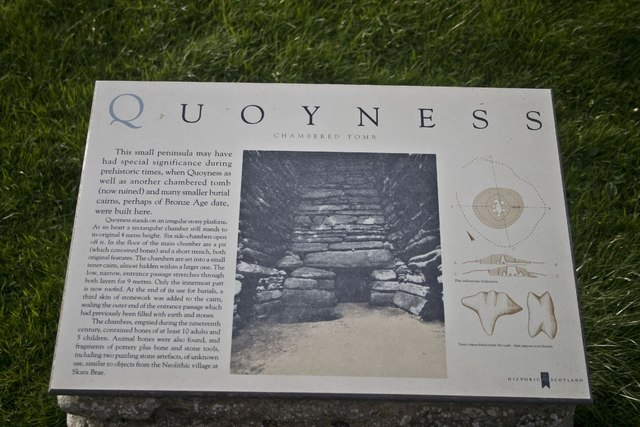
Infotafel

Der Cairn von Quoyness ist eine Megalithanlage des Maeshowe-Typs. Die um 2900 v. Chr. errichtete jungsteinzeitliche Anlage liegt auf der Halbinsel Elsness der schottischen Orkneyinsel Sanday.
Wahrscheinlich war die Elsness zur Entstehungszeit der Anlage von Sanday durch eine Flachwasserzone getrennt. Angespülter Sand hat den Bereich bis zur Zeitenwende zum Tombolo aufgefüllt. Ein Wall, in den elf bronzezeitliche Grabhügel integriert sind, umgibt Quoyness. Die Existenz dieser elf und weiterer 26 Hügel auf dem Ness, deutet darauf hin, dass die Elsness für mehr als 2000 Jahre rituelle oder sakrale Bedeutung für die Bewohner Sandays hatte. Der küstennahe Cairn liegt nur wenig über der Hochwassermarke. Der Grund für die Wahl des Standortes sind die durch Küstenerosion beinahe einbaufertig vorliegenden Baumaterialien.
Ähnlich wie Maes Howe umgibt eine breite runde Steinplattform den Cairn, der lange unter einem grasbewachsenen Hügel lag. Die heutige Erscheinung ist irreführend, da die Frontseite mit der Absicht rekonstruiert wurde, die Stufenfolge, in der der Cairn errichtet wurde, zu zeigen, statt seiner endgültigen Form. Als Ergebnis der Restaurierung existiert ein neun Meter langer, oben offener, nur zum Ende hin auf einer Länge von 3,5 Meter gedeckten, und dort dem Original entsprechender nur 0,6 Meter hoher Gang. Die Kammer ist innen etwa vier Meter hoch, allerdings ist das Dach rekonstruiert. Original sind die Wände und Boden der vier Meter langen und zwei Meter breiten Kammer. Im Lehmboden befinden sich eine flache Grube und ein kurzer Graben mit unbekannter Funktion. Von der Kammer ausgehend sind hier, anders als bei Maes Howe (3), sechs Seitennischen vorhanden. Zwei auf jeder Langseite und an den Schmalseiten je eine. Die eingezogenen Zugänge liegen lateral oder mittig.
Bei der 1867 erfolgten Erkundung der Anlage wurde die bereits vorzeitlich verfüllte Kammer ausgeräumt und die Knochen von mindestens zehn Erwachsenen und fünf Kinder wurden in Kammer, Gang sowie in vier der sechs Nischen gefunden. Herausragend sind zwei besonders geformte Steinobjekte, die den in Skara Brae gefundenen entsprechen. Die übrigen Funde bestehen aus Fragmenten tierischer Knochen, zerscherbter Keramik sowie Knochen- und Feuersteingeräten und -werkzeugen.
Mount Maesry ist eine weitere Megalithanlage vom Maeshowe-Typ im Süden der kleinen, niedrigen Gezeiteninsel Start Island (oder Start Point) am östlichen Ende der Insel Sanday.
Der Tresness Cairn ist ein neolithischer Stalled Cairn an der Spitze von der Halbinsel Tresness im Südosten der Insel Sanday.